# Горюнов (телесериал)
«Горюно́в» — российский телесериал, снятый по мотивам рассказов писателя Александра Покровского.

## Сюжет
Молодой лейтенант Александр Петровский, который с детства мечтал о море и твёрдо решивший стать подводником, прибывает на одну из северных баз Военно-морского флота России. Его назначают на должность начальника медицинской службы атомной подводной лодки К-333 «Рысь», которой командует капитан 1-го ранга Павел Горюнов. О нём многие говорят как о строптивце, самодуре и упрямце. Отношения Петровского с Горюновым не заладились с первой встречи.

## В ролях
- Максим Аверин — Павел Павлович Горюнов, капитан 1-го ранга / контр-адмирал, командир АПЛ К-333 «Рысь» / командир 24-й дивизии атомных подводных лодок/командир АПЛ К-157 «Вепрь», Герой России.
- Екатерина Климова — Мария Аркадьевна Калинина, жена Александра Петровского, медсестра военно-морского госпиталя.
- Митя Лабуш — Александр Михайлович Петровский, лейтенант, начальник медицинской службы АПЛ К-333 «Рысь», муж Марии Калининой, кавалер ордена Мужества.
- Юлия Марченко — Полина Васильевна Горюнова, жена Павла Горюнова.
- Дмитрий Ульянов — Сергей Гудинов, капитан 3-го ранга, начальник химической службы АПЛ К-333 «Рысь», муж Ольги Гудиновой.
- Екатерина Вуличенко — Ольга Гудинова, жена Сергея Гудинова.
- Виктор Добронравов — Фома Андреевич Зверев, капитан 3-го ранга, штурман АПЛ К-333 «Рысь», муж Дарьи Петровской.
- Алексей Шевченков — Данила Аркадьевич (1 сезон) / Сергей Сергеевич (2 сезон) Минаев, капитан 1-го ранга, заместитель командира дивизии / заместитель командира АПЛ К-157 «Вепрь».
- Сергей Мигицко — Михаил Михайлович Петровский, отец Александра и Дарьи Петровских.
- Анна Алексахина — мать Александра и Дарьи Петровских.
- Андрей Кайков — Евгений, адвокат, друг Сергея Гудинова.
- Евгений Ганелин — Николай Викторович Батраков, контр-адмирал, бывший командир дивизии.
- Зоя Буряк — Глафира Батракова, жена Николая Батракова.
- Лидия Милюзина — Дарья Михайловна Петровская, сестра Александра Петровского, жена Фомы Зверева.
- Дмитрий Блохин — Андрей Гаврилович Коровин, капитан 2-го ранга / капитан 1-го ранга, старший помощник командира / командир АПЛ К-333 «Рысь».
- Яков Шамшин — Виктор Артюхин, старший лейтенант, муж Мари Жан.
- Анна Халилулина — Мари Жан, переводчица, жена Виктора Артюхина.
- Дмитрий Лунёв — водитель лейтенанта Петровского.
- Андрей Казаков — старший мичман Валентин Громадный / старший мичман Василий Громадный.
- Ярослав Бойко — Геннадий Анатольевич Махов, контр-адмирал, командир 24-й дивизии атомных подводных лодок.
- Сергей Марухин — капитан-лейтенант, адъютант Маргулы.
- Постановщики трюков — Олег Ботин, Анзор Тхайцуков, Игорь Новоселов, Александр Уваров.

## Сезоны и серии
| Сезоны | Сезоны | Серии | Первый показ         |
| ------ | ------ | ----- | -------------------- |
|        | 1      | 36    | 16 — 30 декабря 2013 |
|        | 2      | 10    | 7 — 11 июня 2021     |

### Сезон 1
Северный флот. Здесь служат только настоящие мужчины. Здесь уважают стойкость, смелость и не прощают слабостей. И здесь несёт круглосуточную вахту экипаж подводной лодки под командованием Павла Горюнова.
Капитан 1-го ранга, командир подводной лодки «Рысь» Павел Горюнов — настоящий мужик и друг, морской волк, прошедший не одну «автономку». Боевой офицер, не терпящий «штабных крыс», он по праву считается одним из лучших командиров Северного флота. Несмотря на свой строптивый и своенравный характер, Горюнов всегда готов к выполнению самых сложных и ответственных заданий.
| № серии | Описание | Дата выхода     |
| ------- | --- | --------------- |
| 1       | Молодой лейтенант Саня Петровский, сын больших учёных, членов Британского географического общества, внук фрейлины императорского двора, вопреки ожиданиям родных, всегда мечтал о море. И в этом был «повинен» его прадедушка — офицер флота, погибший в бою под Моонзундом в 1914 году. Кортик прадедушки, когда-то переданный маленькому Сане, пробудил в детской душе романтику морских походов, и он твёрдо решил стать подводником. И вот он им стал — в наше время. Петровский прибывает на одну из северных баз военно-морского флота России. Он получает назначение на атомную подводную лодку К-333 «Рысь», которой командует капитан 1-го ранга Павел Горюнов. О Горюнове можно сказать, что человек он безбашенный, строптивый, упрямый — иногда до самодурства. «В грош не ставит авторитет начальства» — так было записано в одном из его шестнадцати неснятых дисциплинарных взысканий. Отношения Сани Петровского с Горюновым не заладились с первой встречи. | 16 декабря 2013 |
| 2       | Горюнов просит комдива перевести Петровского в другой экипаж. Но Саня сумел за себя постоять. Горюнов оставляет молодого медика в экипаже. Комдив даёт Горюнову последние наставления. «Рысь» должна войти в означенный квадрат и затаиться в ожидании «Центуриона». «Рысь» выходит в море. Мичман Громадный показывает Петровскому его рабочее место, а сослуживцы велят Сане принять на баланс два разборных гроба — один для командира, другой — для старпома. Саня ведётся на этот розыгрыш. Ребята извиняются перед ним. | 16 декабря 2013 |
| 3       | «Рысь» прибывает на место. Акустики перехватывают сигналы «Центуриона». И вдруг командир «Центуриона» сам выходит на связь и по-русски желает Горюнову удачной охоты. Тем временем, в городке течёт своя жизнь — Полина Горюнова отправляется к любовнице мужа. Маша объясняет Полине, что у неё есть жених, Саня Петровский, и они очень любят друг друга. «Рысь» преследует американскую лодку. Приходится всплыть, а потом снова погружаться. Американцы уходят от погони. А на «Рыси» во время резкого погружения срывается с трапа матрос Куквин и разбивает голову, ему нужна срочная операция. Горюнов намерен срочно доставить Куквина в госпиталь. Но матросу всё хуже. Петровский решается на операцию. Куквин спасён. Лодка приходит в порт. Горюнов благодарит Петровского за Куквина, но за бардак в амбулатории не разрешает Сане сойти на берег. Оставлен на борту и начхим Гудинов. Однако, они нарушают приказ и уходят в город. Комдив предлагает Горюнову нового медика, но тот неожиданно отказывается. Гудинов приводит Петровского к себе домой, обещая шикарный борщ. Но дома у Гудинова они обнаруживают полураздетых адмирала и жену Гудинова. | 16 декабря 2013 |
| 4       | Полина рассказала Горюнову о том, что у Маши есть жених. Маша пытается найти Петровского, а Машу по всему городку ищет Горюнов. Все трое встречаются в местном ресторане. Маша представляет Саню Горюнову как своего жениха. Горюнов выводит лейтенанта на улицу — на «мужской разговор» Сидящий с ними за столом Гудинов отправляется за супом. Этот суп он выливает на голову находящемуся в том же ресторане адмиралу. Это месть за жену, которую адмирал принудил к сожительству. Начальство ставит вопрос о списании начхима с флота. Наутро Петровский просыпается в квартире Маши. Её поведение говорит о том, что между ними ночью что-то произошло. Но Саня ничего не помнит! Маша провожает Петровского на службу. Построение. Горюнов велит закрыть Петровского на лодке в изоляторе. Но Петровский снова сбегает в город, чтобы сделать предложение Маше стать его женой. | 16 декабря 2013 |
| 5       | Петровский делает предложение Маше. Та обещает подумать. Петровский находит в столовой адмирала и просит того извиниться перед Гудиновым. Адмирал оскорбляет Саню и получает пощечину. После этого адмирал сильным ударом отправляет Петровского в «нокаут». Свидетель этой стычки Горюнов в свою очередь ударом головы отправляет в «нокаут» адмирала. Горюнов и Петровский арестованы и попадают в камеру к Гудинову. Но долго им там сидеть не пришлось. По указанию командования «Рысь» должна выйти в плавание подо льды. Всю тройку арестантов освобождают. Петровский сообщает Горюнову, что намерен вступить в брак. Горюнов приказывает старпому устроить Петровскому «курс молодого бойца». Старпом с присущим ему рвением исполняет приказ. Экипаж сочувствует Петровскому и подсказывает, как быстрее и проще «пройти» этот «курс». Но Саня не ищет лёгких путей — он добросовестно изучает устройство лодки, назначение её отсеков и т. д. В результате старпом уже не знает, как избавиться от дотошного «ученика». | 17 декабря 2013 |
| 6       | «Рысь» должна осуществить пуск ракеты на Северном Полюсе. Вездесущий замкомдив в присутствии командующего флотом предлагает Горюнову всплыть в районе Полюса и закрепить на вершине мира государственный флаг России! Командующий флотом отправляет замкомдива в плавание на борту «Рыси». Лодка выходит в море. Горюнов продолжает третировать Петровского. «Рысь» выпускают торпеду «Корунд». Горюнов не теряет надежды обнаружить «Центурион». «Корунд» — это «подарок» Горюнова «Центуриону», у которого выводится из строя акустическая система. Начштаба получает сообщение от Горюнова — «Рысь» подошла к границе полярных льдов. Тем временем Соня, дочка Горюнова, решает по-своему расправиться с любовницей отца — взорвать её квартиру!«Рысь» движется подо льдами. Наконец экипаж Горюнова выполняет пуск ракеты. Всем разрешается выход наверх. Команда играет в футбол на Северном Полюсе. В это время замкомдива с флагом выбирается наверх и приказывает Петровскому следовать за ним, чтобы установить российский флаг точно на Северном полюсе. В это время начинается метель и подвижка льда. Горюнов отдаёт команду на погружение. Буран. Петровского и его спутника уже почти замело. И вдруг лёд рядом с ними начинает дыбиться, поднимается ледяной холм — и из-под него показывается рубка «Рыси». | 17 декабря 2013 |
| 7       | Команда пытается всеми силами отогреть замёрзших на полюсе Петровского и замкомдива. Вернувшихся домой подводников объявили героями и торжественно встречают на берегу. Гудинов прощает свою Ольгу. Командование решило поощрить команду «Рыси» поездкой в севастопольский санаторий. Так как Ольга и Полина заняты в спектакле «Отелло», они ехать не могут. Гудинов пытается сказаться больным, чтобы остаться дома. А Горюнов безуспешно пытается вернуть доброе расположение Маши. | 17 декабря 2013 |
| 8       | База готовится к очередной адмиральской проверке из Москвы. Комдив обещает Горюнову после проверки весь экипаж представить к наградам и отправить в отпуск в Севастопольский санаторий! Горюнов пытается помириться с Машей. Но та лишь загадочно улыбается в ответ. Дома Горюнов выясняет, что ни жена, ни дочка с ним в санаторий не поедут. Горюнов едет один. В Доме отдыха весь экипаж начинает пьянствовать. Петровский приносит Горюнову телеграмму из дома, в которой сообщается, что бабушка Петровского при смерти. Горюнов отпускает Петровского, а сам отправляется за ним — он думает, что Саня едет к Маше, и намерен во что бы то ни стало помешать их свиданию. | 17 декабря 2013 |
| 9       | Старпому приносят письмо из Штаба округа, в котором говорится, что экипаж «Рыси» приглашается на торжественный приём на борт крейсера «Атлант». Тем временем, Горюнов вслед за Петровским приезжает в Питер, видит, как Саню встречают родители и сестра Даша. Петровские приглашают Горюнова в гости. За семейным ужином мама Петровского расспрашивает у Горюнова о Маше как о невесте сына. А на корабле украинского ВМФ — «рысевцы» в парадной форме. Вокруг них адмиралы и старшие офицеры в форме союзников НАТО. Нескончаемые тосты. Наутро «Рысевцы» просыпаются на борту «Атланта» в открытом море. Пуски проведены успешно. «Атлант» возвращается в порт. Его встречают объективы телекамер. Комдив звонит Горюнову и интересуется: «Это не твои офицеры только что с НАТОвского трапа сошли? Немедленно отозвать экипаж в часть!» Гудинов в составе разведгруппы водолазов совершает погружение с целью найти вражеское подслушивающее устройство. Ящик с передатчиком найден, но вражеский десант обнаружил наших бойцов. Гудинов ранен. Его доставляют в госпиталь. | 18 декабря 2013 |
| 10      | В штабе дивизии обсуждают поведение экипажа «Рыси» на отдыхе. Замкомдив предлагает наказать весь экипаж, а Горюнову как командиру вынести предупреждение — вплоть до увольнения с флота. Дома Горюнова тоже встречают неласково — Полина выдает мужу раскладушку, а дочка Соня выставляет чемодан «этого человека» к дверям. По срочному вызову Горюнов является к начальству. Он должен возглавить автономную группу, чтобы провести наблюдение за американским аппаратом прослушивания. Поняв, что российские моряки обнаружили «прослушку», американцы попытались снять аппарат при помощи робота. Но Горюнов и его новая группа пресекли этот манёвр, и аппарат попал в руки российских спецслужб. | 18 декабря 2013 |
| 11      | Горюнова вновь срочно вызывают к комдиву — за два дня до прибытия на базу подводников делегации НАТО выясняется, что возглавлять её будет американский генерал Нэнси. Не сразу, но всё-таки дошло до подводников, что Нэнси — женщина. Но как по всем правилам встретить генерала женского пола? Горюнов просит у Сани Петровского совета по поводу хороших манер. Но беспокоится он напрасно — генерал Нэнси оказывается вполне свойской тёткой. Вот только в конце беседы она вдруг завела речь о матче по регби. Горюнов выясняет, что регби — идея замкомдива. Делать нечего, придётся играть. Горюнов назначает Петровского капитаном команды. Экипаж проводит тренировку по регби. Она даётся тяжело. День игры: трюмные матросы стоят насмерть, даже американской команде не удается сдвинуть их. На табло — ничья. Генерал Нэнси удивлена, она не думала, что русские подводники — такие хорошие регбисты. | 18 декабря 2013 |
| 12      | Снова «Рысь» в автономке. Экипаж Горюнова второй месяц под водой. Неугомонный замкомдив организует тематические вечера. Петровский каждый вечер пишет Маше подробные письма. В один из таких вечеров он обнаруживает у себя в амбулатории белую крысу. Экипаж оживает — найдёныша передают из отсека в отсек, холят и лелеют, балуют вкусненьким. Только замкомдива терпеть не может всеобщего любимца — за то, что тот сгрыз его новенькие туфли и цапнул за палец. Он намерен во что бы то ни стало изловить крысёнка Миню. | 18 декабря 2013 |
| 13      | Неожиданно лодка принимает сигналы бедствия от норвежского судна. Всплывать и обнаруживать себя нельзя, но — на судне пожар, могут погибнуть люди. Экипаж «Рыси» приходит на помощь морякам с норвежского судна. Однако за срыв боевой задачи Горюнова отстраняют от командования экипажем и объявляют выговор за аморальное поведение (из-за влюблённой в него сестры Петровского). Петровский провожает сестру домой, к родителям. По дороге к автостанции они встречают одного из членов экипажа «Рыси» Фому. Тот с первого взгляда влюбляется в Дашу. Петровский пытается поддержать Горюнова — он намерен обратиться лично к Главкому. | 19 декабря 2013 |
| 14      | Горюнов и Петровский с горя отправляются в ресторан. Там Горюнов замечает в виновника всех его несчастий — замкомдива. Горюнов подкарауливает его в туалете и макает головой в унитаз. Горюнов и Петровский проводят ночь в комендатуре. Мрачные они возвращаются домой. Дочка Горюнова встревожена — маме плохо. Горюнов вызывает «Скорую». Полину кладут в больницу. Маша заявляет Петровскому, что любит Горюнова и просит оставить её в покое. Потрясенный Саня уходит, его вызывают в штаб. Там красный от гнева Адмирал корит его за письмо «наверх» и отправляет «в ссылку» на дальний полигон. | 19 декабря 2013 |
| 15      | Саня оказывается на полузабытом артиллерийском полигоне. Горюнов принимает в командование старенький катер-торпедолов, он требует покрасить его, отдраить и навести порядок. Горюнов объясняет команде суть испытаний. К месту испытаний крадется коварный «Центурион». Но Горюнов на своем катерке отрезает американцев и, опасно маневрируя, перехватывает торпеду. При этом один из наших матросов падает в воду. Американцы подбирают его и предлагают Горюнову сделку: головка от торпеды в обмен на матроса. Горюнов разворачивает пулемёт в сторону американцев и открывает огонь. | 19 декабря 2013 |
| 16      | Командование принимает окончательное решение: за потерю матроса во время боевых испытаний и прямую угрозу Третьей мировой войны списать Горюнова с флота подчистую! Горюнов решает застрелиться, как и подобает боевому офицеру, оскорблённому в своих лучших намерениях. Но Петровский вовремя догадывается о намерениях командира и прячет табельное оружие Горюнова. И тут Королева Норвегии приглашает экипаж «Рыси» в Норвегию, чтобы поблагодарить отважных российских подводников и наградить их норвежскими орденами. | 19 декабря 2013 |
| 17      | В командование флота приходит распоряжение президента наградить всех отличившихся во время спасения норвежского сухогруза. К радости комдива, отстранённый от службы Горюнов снова становится командиром своего атомохода. Вместе с Павлом награждены и Петровский с начхимом. Петровский целый день ждет Машу у её дома. Вечером он видит, как у подъезда тормозит машина, и она выходит под ручку с замкомдивом. Саня следит за ними. А потом достаёт боевое оружие, врывается в квартиру и, не глядя стреляет. | 23 декабря 2013 |
| 18      | Петровский идёт сдаваться в полицию. Полиция выясняет, что оба «трупа» живы-здоровы, только очень напуганы. Оказалось, Петровский принял за Машу её приятельницу, у которой роман с замкомдивом. Саню арестовывают. В городке только и разговоров об этом случае. Маша увольняется из госпиталя и уезжает. Горюнов ругается с комдивом из-за Петровского, но тот непреклонен: он отправляет Петровского подальше от городка. | 23 декабря 2013 |
| 19      | Петровского переводят служить в «химдым» — дивизион, куда отправляют штрафников со всего Северного Флота. Сплочённый коллектив дивизиона под негласным предводительством почти уголовника Неперечитайло встречает Саню оживлением — прибыла новая жертва. Петровскому предстоит выжить в условиях «штрафбата», его жизни угрожает реальная опасность — для этих «морячков» нет ничего святого. | 23 декабря 2013 |
| 20      | Горюнов хлопочет о возвращении Петровского в экипаж. В дивизии учения — нужно поймать «диверсанта», только не под водой, а на суше. Горюнов просит комдива, чтобы он разрешил «химдыму» принять участие в учениях. Горюнов намерен организовать для Петровского утечку координат «диверсанта», а уж Саня-то справится с его поимкой. И после этого сможет наконец вернуться в экипаж. Но вдруг, накануне учений, в городке узнают о том, что в сопках прячутся опасные преступники. И Горюнов уже не успеет предупредить Петровского о том, что «диверсант» может оказаться настоящим бандитом. Учения в самом разгаре. И тут Горюнову звонит жена — его дочь Соня пропала. Выясняется, что они с одноклассником тоже отправились в сопки ловить «диверсанта». И попали в заложники к бандитам. Тем временем Петровскому с «химдымовцами» удается выследить и нейтрализовать учебного «диверсанта». Учения превращаются в операцию по освобождению детей из рук бандитов, спрятавшихся в сопках. По тревоге поднят весь городок. | 23 декабря 2013 |
| 21      | Ничего не подозревающие «химдымовцы» во главе с Петровским натыкаются на бандитов. Они решают нейтрализовать уголовников, и каким-то чудом им это удаётся. Дети спасены, а тут и подмога подоспела. Теперь Саня Петровский как настоящий герой прощён начальством и снова может вернуться к службе на «Рыси». | 24 декабря 2013 |
| 22      | Горюнов и Полина приходят на УЗИ. Горюнов мечтает о сыне, и поскольку УЗИ не показывает точно, он решает, что у них с Полиной будет мальчик. Окрылённый, является в штаб. Там узнает, что к ним прибыла очередная делегация — на сей раз из Индии. Их цель — заключение контракта на приобретение новейших торпед. Чтобы контракт был подписан, необходимо провести учебные стрельбы. Экипаж Горюнова получает задание выйти в море и не дать «Центуриону» помешать нашим стрельбам. | 24 декабря 2013 |
| 23      | «Рысь» выходит в море. Акустик обнаруживает «Центурион». «Рысь» преграждает ему путь, но «Центурион» всё-таки просачивается в зону стрельб. Тем временем «Долгорукий» выходит на позицию. Комдив, начштаба на палубе флагманского корабля. Адмирал флота звонит чтобы узнать как прошли стрельбы. | 24 декабря 2013 |
| 24      | Лодка рыскает под водой в поисках «Центуриона». Заплаканная Даша разыскивает своего жениха по всему городку и не найдя его, звонит Горюнову. Тот бодро отвечает, что Фома на лодке. Тем временем Фому снимают с поезда глубокой ночью. Опытный начальник линейного отдела разъясняет сержанту, что офицера можно узнать в любом виде. Фому отправляют домой, и он успевает на свадьбу. В разгар свадьбы Даши и Фомы появляется Маша со своим женихом генералом. Петровский и Маша идут танцевать. | 24 декабря 2013 |
| 25      | Петровский и Маша танцуют, а генерал ревниво смотрит на них. Горюнов решает нейтрализовать генерала и поручает мичману Громадному его споить. Маша с Петровским сбегают со свадьбы и в который раз пытаются выяснить отношения. Петровский выбрасывает обручальное кольцо Маши в окно. Но Маша возвращается в ресторан и увозит уснувшего за столом генерала домой. А ночью экипаж «Рыси» снова поднят по боевой тревоге. У побережья африканского государства Экванго аккумулируются силы с целью свержения диктатора этой страны. | 25 декабря 2013 |
| 26      | АПЛ «Рысь» получает задание встать на перископную глубину и докладывать обстановку. Из новостей Петровский узнаёт, что диктатор Экванго сбежал, его армия сдаёт оружие. Это общая победа! На «Рысь» приходят две поздравительные радиограммы. Начхиму Гудинову — с рождением сына. А Горюнову — с рождением дочери. Горюнов недоумевает — как же так? | 25 декабря 2013 |
| 27      | На лодке — сигнал пожарной тревоги. Команда энергично и слаженно тушит «учебный» огонь. Горюнов узнаёт по телефону, что в роддоме перепутали, это у него — мальчик, а у Гудинова — девочка. Но тому все равно, главное — был бы ребёнок здоров. Горюнов призадумался над именем долгожданного сына. А в экипаже снова беда — у старпома сильное отравление, Петровский всячески пытается облегчить его состояние, но тому всё хуже и хуже. Старпом выздоравливает, как только слышит, что командир ранен и не может возглавить на лодке «борьбу за живучесть». | 25 декабря 2013 |
| 28      | «Рысь» входит в родной порт. Горюнов мчится в роддом, к Полине и наконец узнает от главврача правду — у него родилась дочка, узист Куквин наврал своему бывшему командиру. Горюнов в ярости хочет наказать Куквина. Тому едва удается спастись бегством от праведного гнева Горюнова. | 25 декабря 2013 |
| 29      | Старшая дочка Горюнова, обиженная невниманием родителей, сбегает из дома. А сын Гудинова Никита выносит новорождённого братика во двор и объявляет друзьям, что надо сдать его в детский дом или цыганам. И Горюнову, и Гудинову приходится срочно исправлять ситуацию и налаживать контакт с детьми. | 26 декабря 2013 |
| 30      | Лодка в доке на профилактике. Горюнов отпускает в увольнение всех свободных от вахты. Экипаж снова «гудит» в ресторане. Все подначивают Петровского, чтобы он забыл наконец о Маше и познакомился с девушкой. Петровский выпивает «для храбрости», ему становится плохо. Он выходит на улицу, где пытается спасти какую-то девушку от хулигана и знакомится с ней. Она приводит его к себе, стирает одежду избитого Петровского, заклеивает его ссадины. Они проводят ночь вместе. Петровский предлагает увидеться снова, но наутро Наташа не желает его больше видеть. | 26 декабря 2013 |
| 31      | Утром друзья Фома, Петровский и Гудинов едва успевают на построение. Старпом как всегда свирепствует. Петровский узнает, что Маша выходит замуж за генерала. Фома предлагает Сане украсть невесту прямо со свадьбы. В разработке плана принимает участие весь экипаж во главе с Горюновым. И затея почти удаётся. Между Петровским и Машей — последнее серьёзное объяснение. Маша говорит, что не хотела портить ему жизнь. Петровский крадёт Машу со свадьбы. И только тут до него доходит, что Маша — уже законная жена генерала. Как быть? Гудинов вспоминает про знакомого адвоката — вот кто сможет решить все вопросы! Адвокат требует предоплаты. Подводники в счёт предоплаты устанавливают корабельную сирену в квартире адвоката. Тот, включив её, отправляется в город. А его квартиру уже пасёт вор. Он легко справляется с сигнализацией. Но когда вор с чемоданами выходит из квартиры, то натыкается на замкомдива. | 26 декабря 2013 |
| 32      | Вор приглашает замкомдива в квартиру, включает сигнализацию и сматывается. Полиция появляется в квартире адвоката и обнаруживает там оглохшего замкомдива. Он — основной подозреваемый. Петровский приходит в ювелирный за обручальным кольцом, у магазина некий человек предлагает ему кольцо. | 26 декабря 2013 |
| 33      | Саня понимает, что перед ним тот самый вор, который обчистил квартиру адвоката. Петровскому удается перехитрить вора и привести его прямо во двор отделения полиции. И вот долгожданный день свадьбы Петровского и Маши. Экипаж «Рыси» едет на остров праздновать. Общая фотография на память. Аппарат щёлкает. И тут раздаётся истошный крик комдива. Его укусила змея. Срочно вызывают катер с Большой земли. Но на море поднялась зыбь, и катер подойти к острову не может. Петровский ещё раз пересматривает снимки и на одном из них замечает змею, он увеличивает снимок и видит что это — Уж. | 30 декабря 2013 |
| 34      | Утром Петровский опаздывает на построение. У него забирают пропуск на выход из части. Опять они с Машей разлучены и принуждены видеться тайно. А комдив Батраков подал рапорт об отставке. Замкомдив усердно исполняет его обязанности. Кипит работа: подводники красят, убирают — все задействованы на хозработах. Горюнов в ужасе: скоро «автономка», нужно готовиться, а тут ещё Комдив с женой уезжают. Моряки преподносят любимому командиру подарок. Дивизия под оркестр проходит маршем перед комдивом. Комдив растроган до слёз. | 30 декабря 2013 |
| 35      | Горюнов подписывает Петровскому отпуск. Петровский и Маша на пирсе ожидают теплохода. Неожиданно прибегает Гудинов и просит Петровского помочь доставить «груз 200» — безвременно скончавшегося атомщика Иванова, экипаж которого ушёл в автономку. Что ж, отпуск временно отменяется. Прибыв к жене Иванова, Петровский узнаёт, что она отказывается хоронить мужа. Петровский решает ехать к тётке Иванова в деревню. Маша нервничает — от Петровского нет никаких известий. Горюнов пытается её успокоить. | 30 декабря 2013 |
| 36      | Военная прокуратура требует ареста Горюнова: по его распоряжению списаны винты. Но «Рысь» всё равно вышла в море, и даже помогла «Центуриону» ликвидировать пожар на борту. И вот «Рысь» у родного пирса; её встречает замкомдив. Он отстраняет Горюнова от командования. Неожиданно приносят телеграмму из Штаба, в которой написано о присвоении Горюнову звания Контр-адмирала и назначении его на должность командира дивизии. Звучит военный марш. На пирсе построен экипаж во главе с новым капитаном. «Рысь» уходит в море с новым командиром. Горюнов на пирсе — с грустью смотрит ей вслед… | 30 декабря 2013 |

### Сезон 2
В результате неудачных испытаний новейшей крылатой ракеты, запущенной с борта АПЛ «Рысь», Горюнова понижают в звании — теперь он снова капитан первого ранга. В качестве наказания за строптивый характер его ссылают на корабль, который уже давно не выходит в море.
На борт «Вепря» отправляют самых никчемных моряков, а самой лодке суждено сгнить и быть списанной. Горюнов болезненно воспринимает происходящее, но понимает: ему нужно взять себя в руки и вернуть прежнюю репутацию. Для этого капитану предстоит заставить служить флотского «мажора» и патологического раздолбая Лёху Кремова, а еще сделать из своры одичавших матросиков экипаж, способный выполнять боевые задачи. Но для этого, прежде всего, нужно сохранить лодку…
| № серии | Описание | Дата выхода  |
| ------- | --- | ------------ |
| 1 (37)  | В море проходят показательные испытания, на которые приглашены делегации нескольких стран. Задача комдива Горюнова и капитана I ранга Коровина — запустить новейшую крылатую ракету и поразить намеченную цель. На флагманском корабле ждут запуска ракеты, но система выдает ошибку… | 7 июня 2021  |
| 2 (38)  | Торпедолов Горюнова обнаруживает американский военный корабль. В Главком ВМФ поступает приказ разобраться с катером Северного флота, на котором, по заявлению американцев, есть бактериологическое оружие… | 7 июня 2021  |
| 3 (39)  | Махов приказывает Горюнову отремонтировать разбитую им иномарку. Ольга убеждает Полину, что та любит Махова, только пока еще сама этого не поняла. Горюнов случайно слышит их разговор, и на свадьбе произносит тост, после которого Полина убегает. Гости угоняют катер комдива и едут кататься. Их принимают за диверсантов…                                                                                             | 8 июня 2021  |
| 4 (40)  | Горюнов проводит успешный пуск ракеты. Коровина награждают орденом. Адмирал Ненароков поручает Махову принять китайскую делегацию и провести показательный пуск ракеты. Пуск должен произвести орденоносец Коровин…. | 8 июня 2021  |
| 5 (41)  | Минаев пишет рапорт на Махова. Потом его срочно вызывают в штаб и приказывают развлекать Нэнси, адмирала США. На празднике ВМФ Горюнов видит Полину с Маховым. Минаев и Нэнси тем временем от души веселятся и продолжают отдых с горячительным на плоту, который уносит в открытое море… | 9 июня 2021  |
| 6 (42)  | Махов предлагает Полине переехать к нему вместе с дочкой Лизой. После очередной ссоры с мужем она соглашается. Горюнова на «Рыси» отправляют охранять саммит «большой двадцатки» на Канарских островах. Перед выходом в море он получает уведомление о разводе с Полиной… | 9 июня 2021  |
| 7 (43)  | После инцидента со взрывом шхуны адмирал Ненароков приказывает подчиненным уволить Горюнова по состоянию здоровья. Полина получает телеграмму о внезапном приезде родителей и не знает, как быть, поскольку отец не в курсе развода. Тем временем адмирал Громов пытается отдать Горюнову приказ об увольнении, но сам же рвет документ, когда комдиву с поздравлениями звонят из администрации президента…                | 10 июня 2021 |
| 8 (44)  | Горюнов в Штабе флота просит подписать документы на восстановление «Вепря». Он приносит смету и подписанный рапорт Маргуле. Тот отказывается выдать оборудование, и тогда Горюнов устраивает потасовку. | 10 июня 2021 |
| 9 (45)  | Адмирал Ненароков подозревает Маргулу в махинациях и требует отчета. Тем временем в секретной части из-за сгнивших труб происходит прорыв канализации. Полина вместе с бригадой сантехников пытается устранить аварию. В коридоре ее встречает Горюнов и зовет с собой в Мурманск. Маргул случайно встречает Минаева, который несет документы на подпись Махову, и подсовывает фальшивую накладную на получение запчастей. | 11 июня 2021 |
| 10 (46) | Пока город готовится к празднованию Нового года, а офицеры с семьями собираются на торжественном концерте, дежурный засекает в территориальных водах РФ «бомбу» и объявляет тревогу. В район обнаружения необходимо направить АПЛ. Махов отдает приказ на сбор команды «Рыси» — выходить в море по тревоге… | 11 июня 2021 |